# Perth Darts Masters 2016
De Perth Darts Masters 2016 was de derde editie van de Perth Darts Masters. Het toernooi was onderdeel van de World Series of Darts. Het toernooi werd gehouden van 25 tot 27 augustus 2015 in het Perth Conveyion and Exhibition Centre, Perth. Phil Taylor was de titelverdediger, maar verloor verrassend al in de eerste ronde van Corey Cadby ondanks een gemiddelde van 111,7. Michael van Gerwen won deze editie van het toernooi door in de finale met 11-4 te winnen van Dave Chisnall.

## Deelnemers
Net als in elk World Series toernooi speelden ook hier 8 PDC Spelers tegen 8 darters uit het land/gebied waar het toernooi ook gehouden wordt. De deelnemers waren:
- Gary Anderson
- Michael van Gerwen
- Phil Taylor
- Adrian Lewis
- James Wade
- Dave Chisnall
- Peter Wright
- Raymond van Barneveld
- Simon Whitlock
- Kyle Anderson
- Corey Cadby
- Adam Rowe
- Kim Lewis
- David Platt
- Rob Szabo
- Koha Kokiri